# Radejna
Radejna (en serbe cyrillique : Радејна ; en bulgare : Радейна) est un village de Serbie situé dans la municipalité de Dimitrovgrad, district de Pirot. Au recensement de 2011, il comptait 83 habitants.

## Démographie

### Évolution historique de la population
| 1948 | 1953 | 1961 | 1971 | 1981 | 1991 | 2002 | 2011 |
| ---- | ---- | ---- | ---- | ---- | ---- | ---- | ---- |
| 549  | 527  | 407  | 303  | 191  | 133  | 87   | 83   |

|  |